# København Håndbold

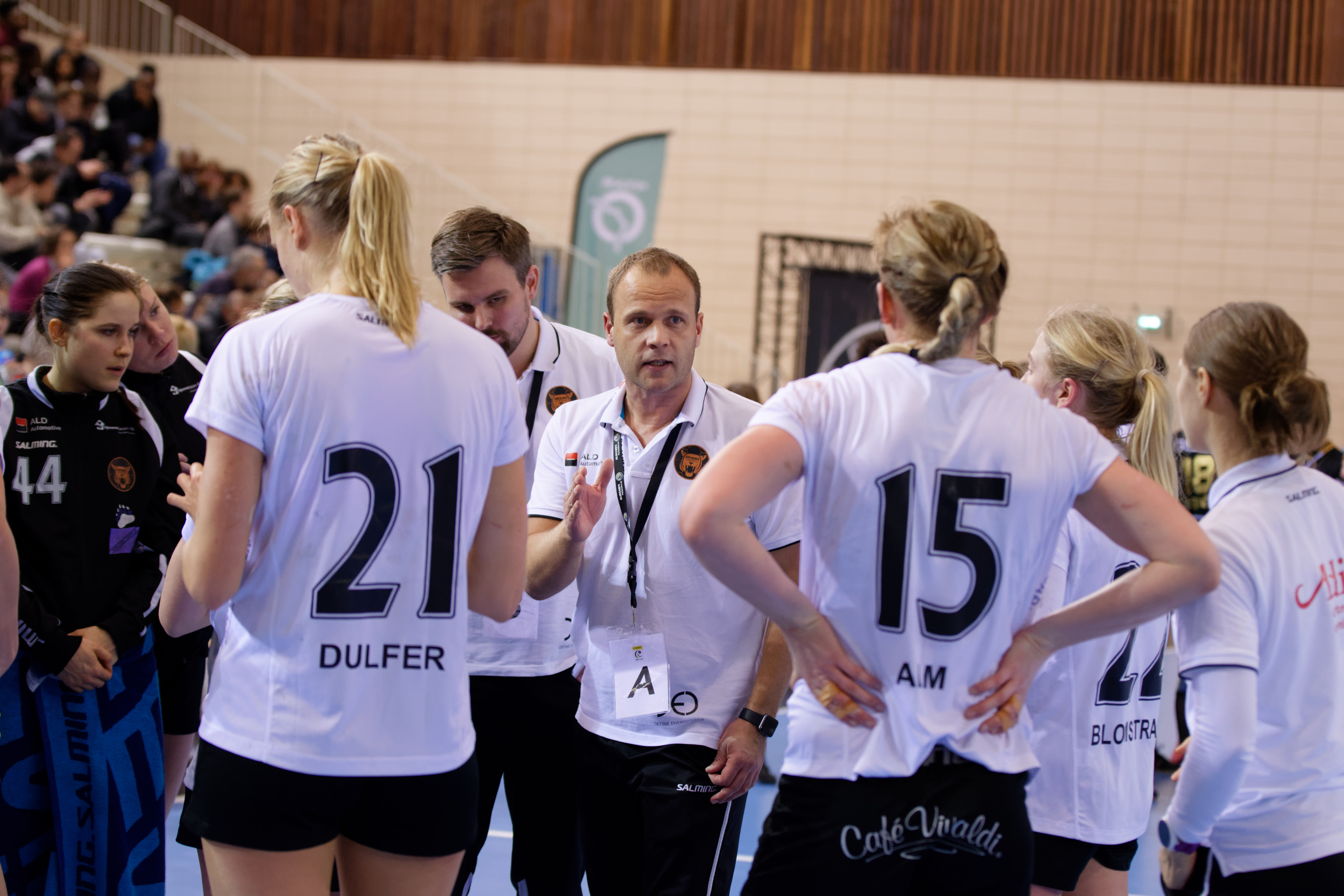
København Håndbold vid en match i januari 2018.

København Håndbold är en handbollsklubb från Köpenhamn i Danmark, bildad den 28 februari 2013. Damlaget tog över FIF Håndbolds licens i Damehåndboldligaen, Danmarks högsta liga på damsidan. 2017 vann laget ligan, men förlorade DM-finalen mot Nykøbing Falster HK. 2018 blev laget danska mästare för första gången. Huvudtränare är sedan 2016 Claus Mogensen, som är gift med svenska handbollslegendaren Åsa Mogensen.

## Meriter
- Danska mästare 2018

## Spelare i urval
- Jenny Alm (2017–2019)[2]
- Linn Blohm (2018–2020)
- Hanna Blomstrand (2017–)
- Debbie Bont (2015–2020)
- Johanna Bundsen (2017–)
- Edijana Dafe (2015)
- Olivia Mellegård (2019–)
- Mia Rej (2014–2020)
- Josephine Touray (2013)
- Marie Wall (2018–2020)
- Melissa Petrén (2021–)
- Mikaela Mässing (2021–)